# Roll Deep
Roll Deep es un colectivo grime británico. Se fundó en 2002 en Londres a partir de una banda de MCs, entre ellos el rapero Wiley. El grupo tiene estrechas relaciones con la banda Boy Better Know.

## Historia
Bajo el título In at the Deep End apareció en junio de 2005 el álbum debut de la banda. El álbum así como 2 de sus sencillos alcanzaron los primeros puestos en las listas británicas. Tras la creación de un sello discográfico propio - Roll Deep Recordings - se publicaron una serie de remezclas. Dos nuevos álbumes aparecieron en 2007 y 2008.
En 2005 Roll Deep fue nominado para los MOBO Awards. Entretanto, dos de sus miembros, Dizzee Rascal y Tinchy Stryder, comenzaron con éxito carreras en solitario.
La banda se ha involucrado contra el racismo y participa de forma regular en el Love Music Hate Racism. En 2007 tematizaron el tema de forma musical con el sencillo Racist People.

## Miembros
- Actuales
Wiley, Skepta, Riko, Scratchy, Breeze, Jet Li, Manga, Brazen, Target, Danny Weed, DJ Karnage, DJ Maximum, J2K, Killa P, Little Dee, Flow Dan
- Pasados
Dizzee Rascal, Tinchy Stryder, Trim, Syer Bars, Jamakabi, Roachee, Bubbles, JME, Wonder, Biggie Pitbull, Dom P, DJ Bionics

## Discografía

### Álbumes

#### Álbumes de estudio
| Año  | Detalles | Posiciones más altas | Certificaciones |
| Año  | Detalles | RU                   | Certificaciones |
| ---- | --- | -------------------- | --------------- |
| 2005 | In at the Deep End - Lanzamiento: 6 de junio de 2005 - Género: British hip hop, grime - Discográfica: Relentless Records/Virgin Records  | 50                   | - RU: Silver    |
| 2007 | Rules and Regulations - Lanzamiento: 26 de marzo de 2007 - Género: British hip hop, grime - Discográfica: Roll Deep Recordings           | 193                  |                 |
| 2008 | Return of the Big Money Sound - Lanzamiento: 6 de octubre de 2008 - Género: British hip hop, grime - Discográfica: Roll Deep Recordings  | 138                  |                 |
| 2010 | Winner Stays On - Lanzamiento: 8 de noviembre de 2010 - Género: British hip hop, grime - Discográfica: Relentless Records/Virgin Records | 55                   |                 |

#### Recopilaciones
- Street Anthems (2009) (Roll Deep Recordings)

#### Mixtapes
- The Creepr Mixtape Vol 1 (2005)[3]

### Sencillos

#### Sencillos en las listas
| Año  | Canción                             | Posiciones en las listas | Posiciones en las listas | Posiciones en las listas | Posiciones en las listas | Certificaciones | Álbum              |
| Año  | Canción                             | RU                       | RU Dance                 | IRL                      | EUR                      | Certificaciones | Álbum              |
| ---- | ----------------------------------- | ------------------------ | ------------------------ | ------------------------ | ------------------------ | --------------- | ------------------ |
| 2005 | "The Avenue"                        | 11                       | —                        | —                        | —                        |                 | In at the Deep End |
| 2005 | "Shake a Leg"                       | 24                       | —                        | —                        | —                        |                 | In at the Deep End |
| 2010 | "Good Times" (feat. Jodie Connor)   | 1                        | 1                        | 13                       | 7                        | - UK: Silver    | Winner Stays On    |
| 2010 | "Green Light" (feat. Tania Foster)  | 1                        | —                        | 18                       | —                        | - UK: Silver    | Winner Stays On    |
| 2010 | "Take Control" (feat. Alesha Dixon) | 29                       | —                        | —                        | —                        |                 | Winner Stays On    |

#### Otros sencillos
| Año  | Canción                        | Álbum                         |
| ---- | ------------------------------ | ----------------------------- |
| 2006 | "When Im 'Ere"                 | In at the Deep End            |
| 2005 | "Heat Up"                      | In at the Deep End            |
| 2007 | "Celebrate"                    | Rules and Regulations         |
| 2007 | "Racist People"                | Rules and Regulations         |
| 2008 | "Do Me Wrong"                  | Return of the Big Money Sound |
| 2009 | "Movin' In Circles" / "Club 7" | Return of the Big Money Sound |

### Apariciones como invitado
| Año  | Sencillo                           | Álbum                            |
| ---- | ---------------------------------- | -------------------------------- |
| 2010 | "Telephone" (versión de Lady GaGa) | Radio 1's Live Lounge - Volume 5 |

### Videos musicales
| Año  | Canción                   |
| ---- | ------------------------- |
| 2005 | "The Avenue"              |
| 2005 | "Shake A Leg"             |
| 2005 | "Heat Up"                 |
| 2005 | "When I'm 'Ere"           |
| 2007 | "Badman"                  |
| 2007 | "Celebrate"               |
| 2007 | "Rascist People"          |
| 2008 | "Do Me Wrong" (con Janee) |
| 2009 | "Movin' In Circles"       |
| 2009 | "Club 7"                  |
| 2010 | "Good Times"              |
| 2010 | "Green Light"             |
| 2010 | "Swagger"                 |
| 2010 | "Take Control"            |